# Hedeper
Hedeper [heːdeːpɐ] ist eine Gemeinde im Harzvorland in Ostniedersachsen mit etwa 500 Einwohnern im Landkreis Wolfenbüttel auf circa 16 km². Sie gehört zur Samtgemeinde Elm-Asse, die ihren Verwaltungssitz in der Stadt Schöppenstedt hat.

## Geografie

### Lage
Der Ort liegt westlich vom Großen Bruch. Die Kreisstadt Wolfenbüttel liegt etwa 15 km (Luftlinie) nordwestlich von Hedeper. Im Südosten liegt der „Klotzberg“, das zwar kleinste, jedoch erste Naturschutzgebiet des Landkreises.

### Gemeindegliederung
Die Gemeinde Hedeper besteht aus zwei Ortsteilen (Einwohnerzahlen am 30. September 2024):
- Hedeper (356 Einwohner).
- Wetzleben (117 Einwohner)

## Geschichte

### Mittelalter
Die Dörfer Wetzleben und Hedeper wurden schon sehr früh erstmals urkundlich erwähnt, Hedeper im Jahre 1188 und Wetzleben bereits 994.
Im Hochmittelalter gelangten mehrere Hufen aus dem Besitz des Grafen Konrad II. von Wassel im Erbgang an die Grafen von Hallermund. Der Graf von Hallermund verkaufte im Jahr 1212 sechs in Hedeper gelegene Hufen an das Kloster Wöltingerode, nachdem der Herr von Wöltingerode das Kloster bereits 1188 mit zweieinhalb Hufen in Hedeper ausgestattet hatte. Die Edelherren von Meinersen besaßen um 1220 in Hedeper (Hatebere) 11 Hufen, die Mühle und das Kirchenpatronat als Lehen der Bischöfe von Verden. Mit Zustimmung der Grafen von Hallermund als Lehnsherren wurde 1242 an das Kloster Marienberg (Helmstedt) eine Hufe Land in Hedeper verkauft. In dem Ort waren auch die Grafen von Dassel durch die Verwandtschaft mit Adelheid von Wassel begütert. 1268 verkauften sie eine Hufe an das Kloster Riddagshausen. Eine Manse in Hedeper, für die Graf Simon von Dassel Lehnsherr war, wurde 1305 an das Marienhospital Braunschweig verkauft.
Das Kloster Riddagshausen besaß 1696 noch zwei Meierhöfe mit je sechs Hufen.

### Neuzeit
Der Bahnhof Hedeper lag an der Bahnstrecke Jerxheim–Börßum. Durch die Schaffung einer schnurgeraden Ortsdurchfahrt erfolgte 1983 eine Dorfkernzerstörung.

### Ortsname
Die Vorsilbe Hed- stammt vermutlich vom altgermanischen hað- „Neigung, Biegung“, die wohl für „am Hang gelegen“ steht. Ähnliche Vorsilben finden sich bei den an einem Hang/Hügel gelegenen Hebborn und Hedemünden.
Das Suffix -per (oder -ber) stammt vom altgermanischen bearo „Hain, Wald“, wie in anderen Orten der Region: Iber, Heudeber und Reddeber.
Insgesamt hieße „Hedeper“ damit „Wäldchen am Hügel“, und tatsächlich ist Hedeper einer der höchstgelegenen Orte der Samtgemeinde.

### Eingemeindungen
Am 1. März 1974 wurde die Gemeinde Wetzleben eingegliedert.

## Politik

### Gemeinderat
Der Gemeinderat, der am 10. September 2006 gewählt wurde, setzte sich wie folgt zusammen:
- SPD 6 Sitze
- CDU 3 Sitze

Am 1. November 2011 begann die Wahlperiode des am 11. September 2011 gewählten neuen Gemeinderates:
- UWG 5 Sitze
- SPD 4 Sitze

Zur Kommunalwahl 2021 wurden ausschließlich Kandidaten der Liste "Gemeinsam für Hedeper und Wetzleben" (GfHW) aufgestellt.
- GfHW 7 Sitze

### Wappen
| | Blasonierung: „In Rot ein gezinnter goldener Burgturm belegt mit einem schwarzen Fußspitzkreuz.“ |
| Wappenbegründung: Das schwarze Verdener Fußspitzkreuz erinnert an die damaligen Grund- und Lehnsherrn, dem Bistum Verden. Es würdigt zugleich die Ortskirche und die 1398 erwähnte Marienkapelle vor dem Burghof. Darüber hinaus verweist es auf die zahlreichen geistlichen Institutionen, zu denen der Ort jahrhundertelang in Beziehungen stand. Der Burgturm hält das Andenken an die im Namen des Burghofes fortlebende Burgstelle wach, an der ein Bergfried bezeugt ist. Die Schildfarben Rot-Gold sind die herzoglich-braunschweigischen Stammwappenfarben und drücken die historische Zugehörigkeit des Dorfes zum Herzogtum Braunschweig aus. Das Wappen wurde vom Heraldiker Arnold Rabbow gestaltet und am 5. April 2000 durch den Gemeinderat einstimmig angenommen. |                                                                                                  |

## Wirtschaft
Die Einwohner Hedepers lebten hauptsächlich von der Land- und Forstwirtschaft. Auch wenn der Ort noch heute landwirtschaftlich geprägt ist, liegen doch die Arbeitsplätze der Bewohner hauptsächlich in Wolfenbüttel, Braunschweig, Salzgitter und Wolfsburg.

## Kultur und Sehenswürdigkeiten

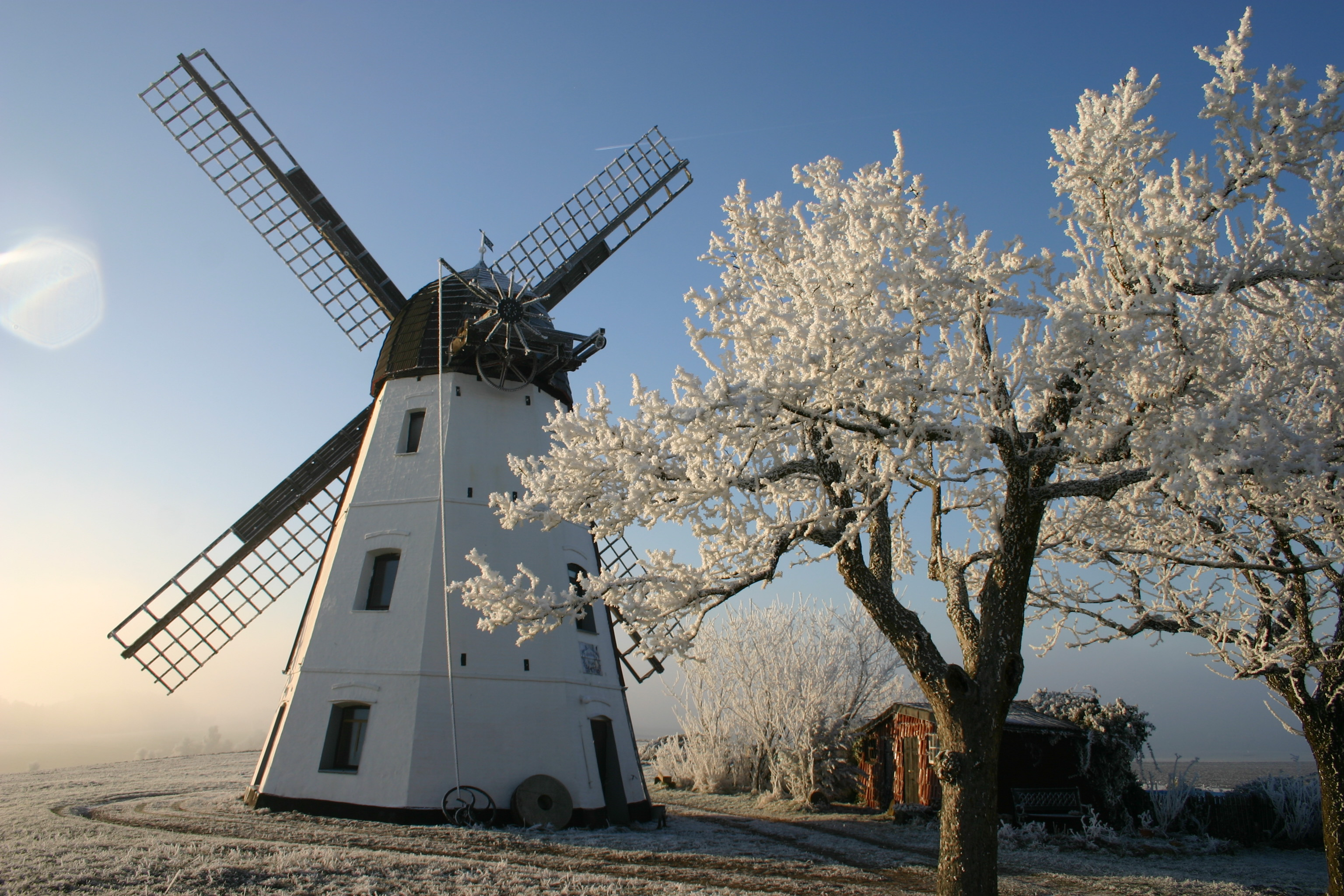
Holländer Mühle im Winter

### Mühlen
Als Wahrzeichen des Dorfes Hedeper gilt die am Westrand gelegene Erdholländer-Windmühle, die eine Station der Niedersächsischen Mühlenstraße darstellt. Sie wurde 1900 erbaut und war bis 1956 in Betrieb. Von ihr aus waren früher 20 Windmühlen zu sehen. Heute befinden sich in dem Gebiet zahlreiche Windkraftanlagen.

### Kirche

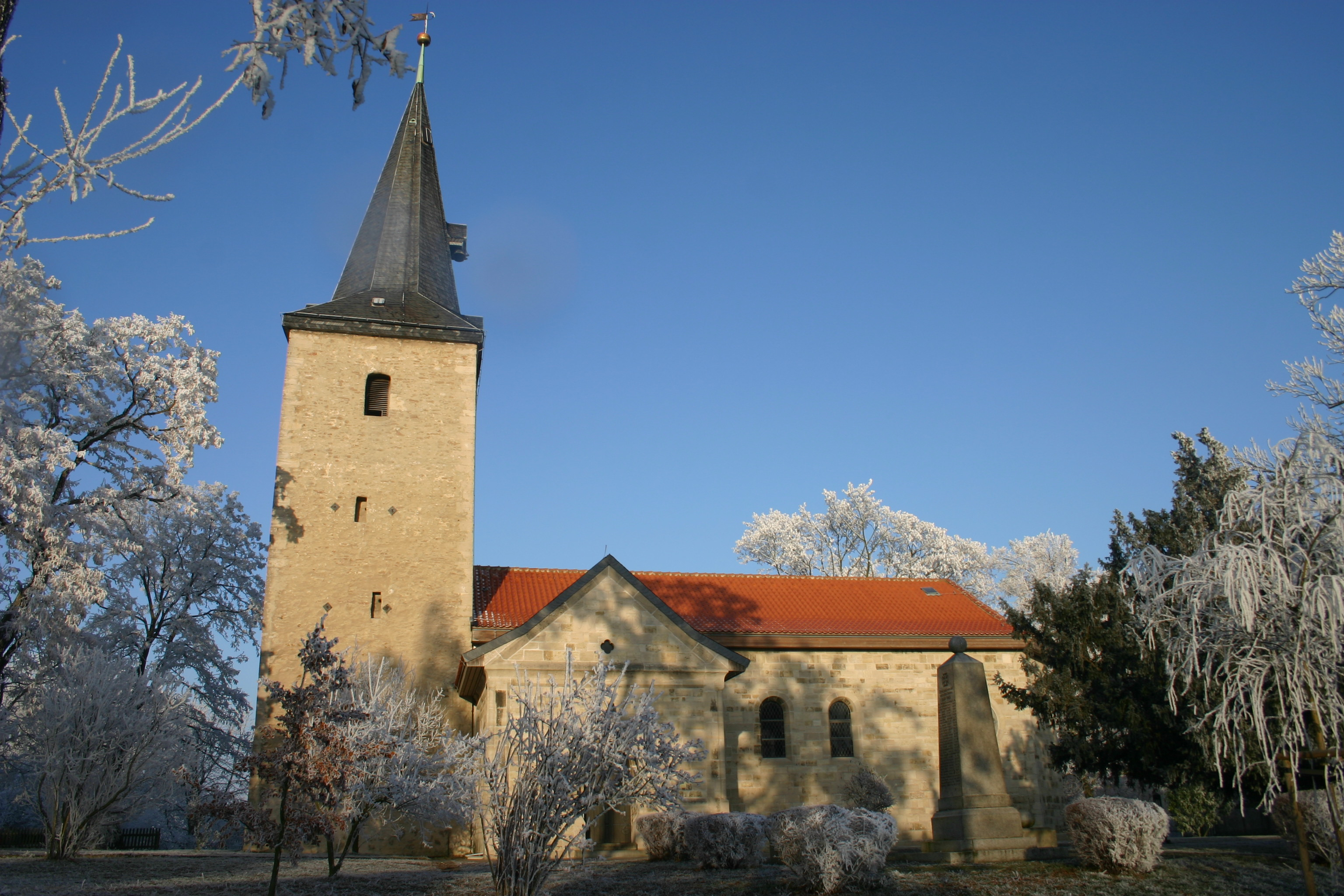
Kirche von Süden gesehen

An einen mittelalterlichen vormals profanen Turm wurde 1798 das Kirchenschiff angebaut, das zwischen 1994 und 1996 abgerissen wurde. Aufgrund des instabilen Baugrundes bestand Einsturzgefahr. Mit dem wiederverwertbaren Material wurde die neue, etwas kleinere Kirche St. Martin nach den Plänen des alten Kirchenschiffs vor 1789 rekonstruiert und 1997 geweiht. Die Kirchengemeinde Hedeper gehört zur Evangelisch-lutherischen Landeskirche in Braunschweig.